# Guerre entre l'Érythrée et l'Éthiopie
La guerre entre l'Érythrée et l'Éthiopie s'est déroulée de mai 1998 à juin 2000. Les deux nations ont dépensé l'équivalent de centaines de millions d'euros et ont dû supporter la perte de dizaines de milliers d'hommes tués ou blessés lors du conflit qui s'est achevé sur des changements de frontières mineurs sur des terres désertiques presque inhabitées.
Selon une décision rendue par une commission de la Cour permanente d'arbitrage, l'Érythrée aurait violé le droit international et déclenché la guerre en envahissant l'Éthiopie.

## Source du conflit
De 1961 à 1991, l'Érythrée a fait face à une longue guerre d'indépendance contre l'Éthiopie, qui s'est achevée par un référendum et une séparation pacifique en 1993. Après l'indépendance, les deux voisins étaient en désaccord sur les questions monétaires et commerciales et chacun revendiquait plusieurs régions frontalières dont Badmé, Tsorona-Zalambessa et Bure. Toutefois, tant que les deux gouvernements sont restés de proches alliés, ils sont convenus de mettre en place une commission chargée de surveiller leur frontière commune et lieux contestés.

## Guerre

### Chronologie
Le 6 mai 1998, quelques soldats érythréens entrent dans la région de Badme, alors sous contrôle de l'Éthiopie, située le long de la frontière entre l'Érythrée et la région du Tigré dans le Nord de l'Éthiopie. Il s'ensuit un échange de coups de feu entre les soldats érythréens, la milice et la police du Tigré,

« Les preuves montrent que, vers 5 h 30 le 12 mai 1998, les forces armées d'Érythrée, composées d'au moins deux brigades de soldats réguliers, appuyée par des chars et de l'artillerie, ont attaqué la ville de Badme et plusieurs autres dans la région du woreda Tahtay Adiyabo en Éthiopie, ainsi qu'au moins deux villes dans le woreda voisin de La'ilay Adiyabo. Ce jour-là et durant ceux qui suivirent, les forces armées d'Érythrée ont avancé au travers des plaines de Badme jusqu'aux terres hautes dans l'est du pays. Les éléments de preuve relatifs à la nature des forces armées éthiopiennes dans la zone de conflit démontrent que les défenseurs éthiopiens étaient uniquement composés de la Milice et de quelques services de police qui ont rapidement été contraints de battre en retraite face aux forces armées érythréennes. Compte tenu de l'absence d'attaque armée contre l'Érythrée, l'attaque qui a débuté 12 mai ne saurait se justifier comme un geste licite de légitime défense conformément à la charte de l'ONU. »

— Commission frontalière Érythrée-Éthiopie
Le 13 mai 1998, l'Éthiopie mobilise ses forces pour un assaut contre l'Érythrée, ce que la radio érythréenne décrivit comme une politique de « guerre totale ».
Les combats ont rapidement dégénéré en échanges de tirs d'artillerie et de chars qui ont perduré pendant quatre semaines d'intenses combats. Les troupes au sol se sont battues sur trois fronts. Le 5 juin 1998, les Éthiopiens lancent une attaque aérienne sur l'aéroport d'Asmara et les Érythréens répliquent en attaquant la ville éthiopienne de Mékélé. Ces raids font des victimes civiles des deux côtés de la frontière.
S'ensuit une certaine accalmie car les deux parties mobilisent d'énormes forces le long de leur frontière commune et creusent de vastes tranchées. Les deux pays dépensent plusieurs centaines de millions d'euros en équipements militaires neufs, malgré les efforts de médiation menés par l'Organisation de l'unité africaine (OUA) et le plan de paix des États-Unis au Rwanda consistant en un retour des deux parties à leur position d'avant guerre. L'Érythrée refuse le plan de paix et demande la démilitarisation de toutes les régions disputées le long de la frontière, supervisées par une force neutre de surveillance et l'engagement de pourparlers directs.
Après que l'Érythrée a refusé le plan de paix, le 22 février 1999 l'Éthiopie lance une offensive militaire massive pour reconquérir Badme. La tension était forte depuis le 6 février 1999, lorsque l'Éthiopie a affirmé que l'Érythrée avait violé le moratoire sur les raids aériens en bombardant Adigrat, plainte qu'elle a par la suite retiré.
Dans les jours qui suivirent la reconquête de Badme, alors que l'Éthiopie brise le front fortifié érythréen et pénètre de 10 kilomètres dans le territoire de l'Érythrée, ce dernier accepte le plan de OUA le 27 février 1999. Alors que les deux pays affirment accepter le plan de paix, l'Éthiopie n'arrête pas immédiatement son avance car elle exige que les pourparlers de paix soient subordonnés au retrait de l'Érythrée des territoires occupés depuis les premiers combats.
Le 16 mai, après une accalmie de deux semaines les Éthiopiens attaquent le village de Velessa situé sur la ligne de front de Tsorona-Zalambessa, au sud d'Asmara. Après deux jours d'intenses combats, les Érythréens repoussent l'attaque en prétendant avoir détruit plus de quarante-cinq chars éthiopiens, ce que le gouvernement éthiopien a contesté, même si un reporter américain de la BBC a pu voir sur place plus de 300 morts éthiopiens et une vingtaine de chars éthiopiens détruits. En juin 1999, les combats se poursuivent, chaque camp restant retranché dans ses positions.
Les discussions entre les deux pays ont été rompues au début du mois de mai 2000, lorsque l'Éthiopie a accusé l'Érythrée d'imposer des conditions inacceptables. Le 12 mai, les Éthiopiens lancent une offensive qui brise les lignes érythréennes entre Shambuko et Mendefera, traversant la rivière Mareb et coupant la route entre Barentu et Mendefera, l'axe principal pour le support des troupes érythréennes sur le front ouest. Le 23 mai, l'Éthiopie annonce que ses troupes ont pris possession des principaux postes de commandement dans la zone de Zalambessa à environ 100 km au sud d'Asmara. De leur côté, les Érythréens déclarent s'être retirés de la ville frontière de Zalambessa et d'autres zones sur le front central en « geste de bonne volonté pour relancer les négociations de paix ». Le 25 mai 2000, ayant repris la plupart des territoires contestés, et ayant entendu que le gouvernement érythréen se retirerait de tous autres territoires qu'il avait occupés au début des combats, conformément à la demande de l'OUA, l'Éthiopie déclare que la guerre est finie. Fin mai 2000, l'Éthiopie occupait près d'un quart du territoire érythréen, entraînant l'exode de 650 000 personnes, et avait détruit des éléments clés des infrastructures de l'Érythrée.

### Déstabilisation régionale
Les combats se sont également étendus à la Somalie dans la mesure où le gouvernement érythréen soutenait l'Oromo Liberation Front, groupe rebelle réclamant l'indépendance de la région éthiopienne d'Oromia, qui était installé en Somalie sur un territoire contrôlé par le seigneur de guerre somali Mohamed Farrah Aidid. L'Éthiopie a riposté en soutenant des groupes d'opposants à Aidid dans le Sud de la Somalie, en renouant des relations avec le régime islamique du Soudan (qui était accusé de soutenir un groupe islamique basé au Soudan qui avait lancé des attaques sur la frontière entre l'Érythrée et le Soudan) et en fournissant de l'aide à divers groupes rebelles érythréens dont le Jihad islamique érythréen (en).

### Victimes, déplacements et répercussions économiques
L'Érythrée a affirmé que 19 000 de ses soldats auraient été tués durant le conflit, et la plupart des rapports font état de 70 000 morts au total pour les deux pays,,. Tous ces chiffres ont été contestés et certains journaux ont alors simplement fait état de « dizaines de milliers de morts ».
Les combats ont entraîné des déplacements de population massifs dans les deux pays, les civils ayant fui les zones de combat. L'Éthiopie a expulsé 77 000 Érythréens ou Éthiopiens d'origine érythréenne considérés comme un risque pour la sécurité du pays, ce qui n'a fait qu'accentuer le problème des réfugiés en Érythrée,. La plupart de ces expulsés virent leurs biens confisqués. Du côté érythréen, près de 7 500 Éthiopiens vivant en Érythrée ont été emprisonnés et des milliers ont été déportés. D'autres sont restés en Érythrée, étant incapables de payer les 1 000 birr de taxe que l'Éthiopie imposait pour les reloger. Selon Human Rights Watch, les détenus des deux bords auraient subi des tortures, viols et autres traitements dégradants.
Les économies des deux pays étaient déjà faibles à la suite de décennies de guerre froide, de guerre civile et de sècheresse. La guerre a aggravé ces problèmes entraînant de vastes pénuries alimentaires. Avant la guerre, une grande partie du commerce de l'Érythrée se faisait avec l'Éthiopie, et une grande partie du commerce extérieur éthiopien reposait sur les routes et ports érythréens.

### Cessation des hostilités
Le 18 juin 2000, les parties concluent un premier accord de paix global prévoyant en outre l'arbitrage obligatoire de leurs différends dans le cadre des accords d'Alger. Une « zone de sécurité temporaire » de 25 kilomètres de large est créée à l'intérieur de l'Érythrée, contrôlée par des patrouilles de la force de paix des Nations unies regroupant des soldats de 60 pays (Mission des Nations unies en Éthiopie et en Érythrée (MINUEE)). Le 12 décembre 2000, les accords d'Alger sont signés entre les deux pays.
Le 13 avril 2002, une Commission frontalière Érythrée-Éthiopie est créée conformément aux accords d'Alger en collaboration avec la Cour permanente d'arbitrage international de La Haye. La décision de la Cour accorde des territoires à chaque partie, et Badme (où avait éclaté le conflit) est attribuée à l'Érythrée. Les deux pays ont promis d'accepter la décision dès que la décision a été rendue officielle, mais quelques mois plus tard, l'Éthiopie a demandé des clarifications, puis s'est déclaré très insatisfaite de la décision,. En septembre 2003, l'Érythrée refuse la mise en place d'une nouvelle commission et demande à la communauté internationale de faire pression sur l'Éthiopie pour qu'elle accepte l'arbitrage de la Cour. En novembre 2004, l'Éthiopie accepte la décision « sur le principe ».
Le 10 décembre 2005, l'Éthiopie annonce qu'elle retire certaines de ses forces de la frontière érythréenne « dans l'intérêt de la paix ». Le 15 décembre les Nations unies commencent à retirer les soldats de la paix de l'Érythrée à la suite d'une résolution des Nations unies adoptée la veille.
Le 21 décembre 2005, une commission de la Cour d'arbitrage international de La Haye conclut que l'Érythrée avait violé les lois internationales lorsqu'elle a attaqué l'Éthiopie en 1998, déclenchant ainsi un conflit plus large.
L'Éthiopie et l'Érythrée remobilisent par la suite des troupes le long de la frontière et, à partir de 2006, des craintes réapparaissent que les deux pays reprennent la guerre. Le 7 décembre 2005, l'Érythrée interdit les vols d'hélicoptères de l'ONU et ordonne aux troupes (américaines, canadiennes, européennes et russes) de la MINUEE installées sur la frontière de la quitter dans les 10 jours, augmentant les craintes d'une reprise du conflit avec son voisin éthiopien. En novembre 2006, l'Éthiopie et l'Érythrée boycottent la réunion de la Commission frontalière Érythrée-Éthiopie à La Haye. L'Éthiopie n'était pas là, car elle considérait que la proposition de la Commission ne permettrait pas de matérialiser la démarcation physique et, de son côté, l'Érythrée justifiait son absence au motif que, même si elle soutenait les propositions de la Commission, elle voulait impérativement que la frontière soit marquée physiquement.
Malgré les tensions persistantes, la guerre n'a pas repris. Le 20 juin 2018, l'Érythrée envoie une délégation en Éthiopie. Le 9 juillet, le président érythréen Isaias Afwerki et le premier ministre éthiopien Abiy Ahmed, réunis à Asmara, ont conclu un accord de paix entre les deux pays. Ce traité de paix s'inscrit dans une volonté commune de développer leur économie,. Le 16 septembre 2018, Issaias Afeworki et Abiy Ahmed ont signé un accord consolidant leur réconciliation et renforçant "la sécurité et la stabilité dans la région" de la Corne de l'Afrique. La signature de cet accord s'est déroulée en Arabie saoudite, en présence notamment du secrétaire général de l'ONU, António Guterres, du roi Salmane ben Abdelaziz Al Saoud et du prince héritier Mohammed ben Salmane.